# Gvatemalska vaterpolska reprezentacija
Gvatemalska vaterpolska reprezentacija predstavlja državu Gvatemalu u športu vaterpolu. 

## Povijest
Na Univerzijadi u japanskom gradu Kobeu Jugoslavija je 1985. godine pobijedila Gvatemalu 62:0. To je najuvjerljivija pobjeda u povijesti muškog vaterpola, a do 2019. bila je i najuvjerljivija pobjeda u povijesti vaterpola uopće.
U prvom kolu Svjetskog prvenstva za žene, Mađarska je 14. srpnja 2019. godine pobijedila domaćina Južnu Koreju 64:0 (16:0,18:0,16:0,14:0) i oborila jugoslavenski rekord.

## Nastupi na Razvojnom trofeju FINA-e
- 2009.: 10. mjesto
- 2013.: 10. mjesto
- 2015.: 9. mjesto